# Georg Klemperer

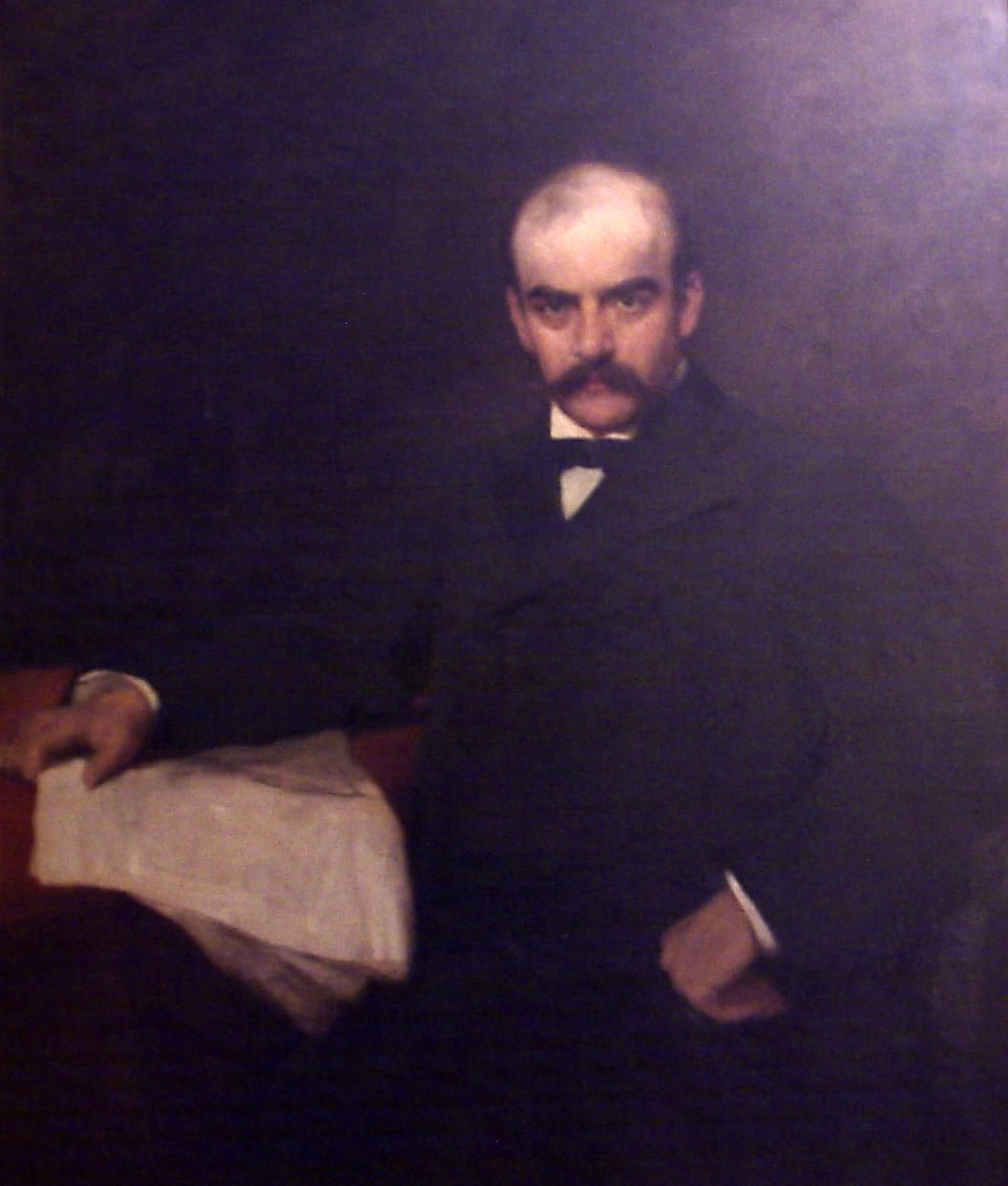
Georg Klemperer 1904, gemalt von Sophie Koner

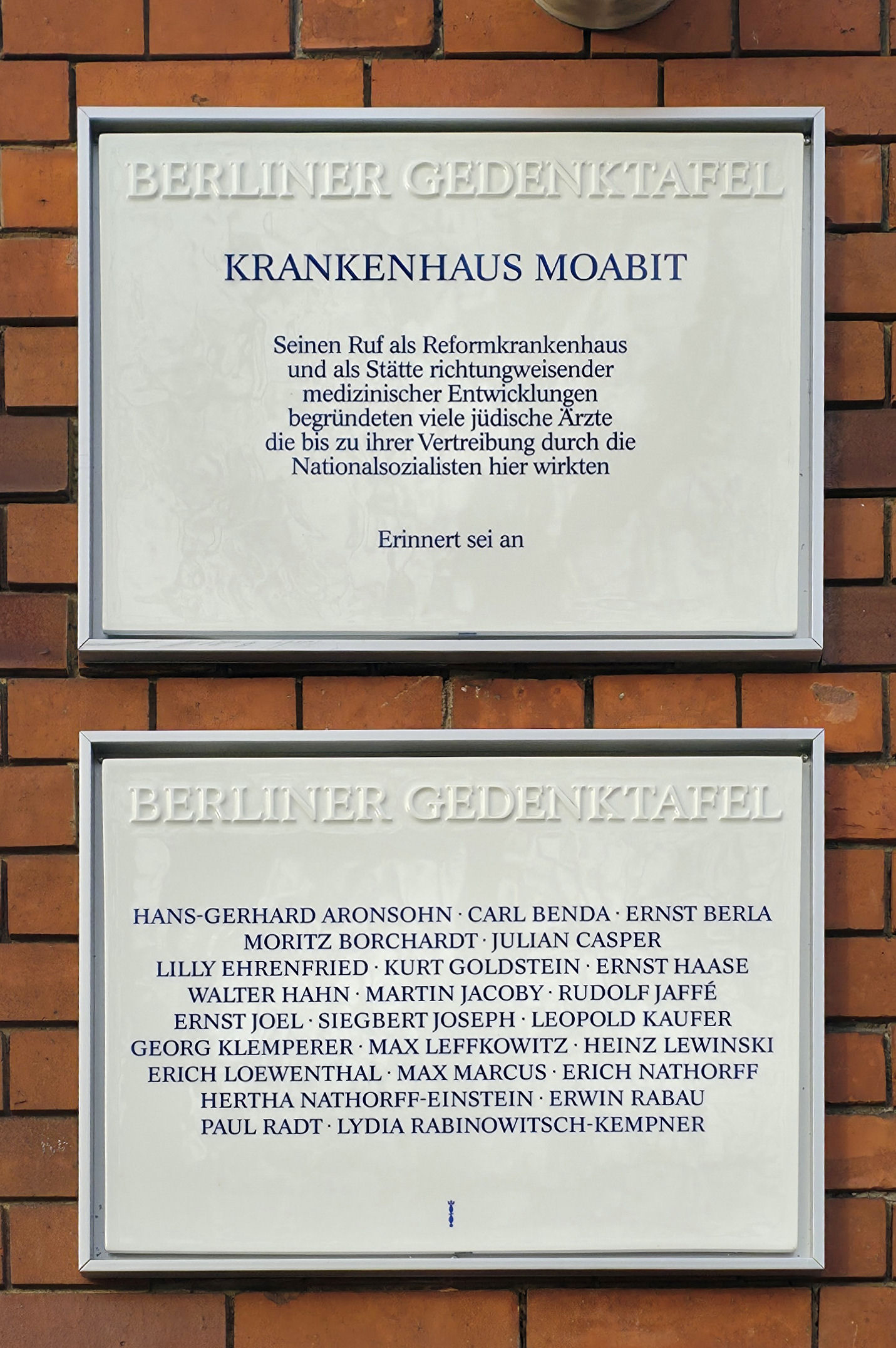
Berliner Gedenktafel am Haus Turmstraße 21 in Berlin-Moabit

Georg David Klemperer (geboren am 10. Mai 1865 in Landsberg/Warthe; gestorben am 25. Dezember 1946 in Boston) war ein deutscher Internist.

## Leben
Georg Klemperer war der zweite Sohn des Reformrabbiners Wilhelm Klemperer und hatte acht Geschwister, vier Schwestern und vier Brüder. Sein älterer Bruder, erstes Kind seiner Eltern, Berthold (1864–1868), starb im Alter von 4 Jahren an „Scharlachfieber“. Seine jüngeren Brüder waren der Schriftsteller und Literaturwissenschaftler Victor Klemperer, der Mediziner Felix Klemperer und der Rechtsanwalt und Notar Emanuel Berthold Klemperer (1871–1931). Der Dirigent Otto Klemperer (1885–1973) war sein Cousin.
Bereits mit 17 Jahren, 1882, begann Georg Klemperer in Breslau mit dem Medizinstudium, das er in Halle bis zum Physikum und ab 1884 an der Friedrich-Wilhelms-Universität (heute:Humboldt-Universität) fortsetzte. Von 1887 bis 1896 war er Assistent bei Ernst Viktor von Leyden, er habilitierte sich 1889 an der I. Medizinischen Klinik der Charité und wurde 1906 Chefarzt im Krankenhaus Moabit. Er war maßgeblich am überregionalen Ruf dieses Krankenhauses beteiligt. 1922 und 1923 wurde er von der sowjetischen Regierung mehrfach nach Moskau gerufen, um Lenin zu behandeln. Er wies auf die große Bedeutung einer adäquaten Ernährung bei der Behandlung von Krankheiten hin und beschäftigte sich auch mit Hypnose und Naturheilkunde. Sein Lehrbuch Grundriss der Klinischen Diagnostik erschien bis 1931 in 26 Auflagen. Zusammen mit seinem Bruder Felix gab er das mehrbändige Werk Neue deutsche Klinik: Handwörterbuch der praktischen Medizin mit besonderer Berücksichtigung der inneren Medizin, der Kinderheilkunde und ihrer Grenzgebiete heraus. Über Jahrzehnte prägte er die Deutsche Gesellschaft für Innere Medizin, der er zum 50. Gründungstag eine umfangreiche geschichtliche Abhandlung widmete. Klemperer gehörte zu den ersten Mitgliedern der Arzneimittelkommission der deutschen Ärzteschaft.
Im März 1895 schlossen Georg Klemperer und Maria Umber, Schwester des Mediziners Friedrich Umber, in Wiesbaden die Ehe. Das Paar hatte fünf Söhne und eine Tochter. Der erstgeborene Sohn und die einzige Tochter verstarben im Kindesalter.
Am 4. Mai 1933 wurde Georg Klemperer aufgrund seiner jüdischen Abstammung entlassen. Von 1934 bis 1936 lebten er und seine Frau in Freiburg/Breisgau. 1936 floh das Paar zu den Söhnen in die USA. Im Herbst 1937 verstarb Maria Klemperer mit 63 Jahren während eines Aufenthalts in Meran.

## Würdigung
Die Medizinische Klinik mit Schwerpunkt Gastroenterologie der Charité führte zu Ehren des Mediziners 2007 eine Georg Klemperer-Ehrenvorlesung ein, die seitdem im Allgemeinen zweijährlich stattfindet, seit 2016 organisiert durch die Deutsche Gesellschaft für Ernährungsmedizin.
Die Ärztekammer Berlin vergibt seit 2007 die Georg-Klemperer-Ehrenmedaille an Persönlichkeiten, die sich um die Patientenversorgung in Berlin und das Ansehen der Ärzteschaft verdient gemacht haben.

## Schriften (Auswahl)
- Grundriss der Klinischen Diagnostik. August Hirschwald, Berlin 1890
  - 1. Aufl. 1890 (Digitalisat),
  - 2. Auflage 1890 (Digitalisat),
  - 3. Auflage 1892 (Digitalisat),
  - 4. Auflage 1893 (Digitalisat),
  - 6. Auflage 1896 (Digitalisat),
  - 8. Auflage 1899 (Digitalisat),
  - 9. Auflage 1900 (Digitalisat),
  - 10. Auflage 1902 (Digitalisat),
  - 11. Auflage 1903 (Digitalisat),
  - 12. Auflage 1905 (Digitalisat).
  - Insgesamt 26 Auflagen von 1890 bis 1931.
    - Nathan E. Brill und Samuel M. Brickner (Übersetzer). The elements of clinical diagnosis. New York 1898 (1. amerikanische nach der 7. deutschen Ausgabe) (Digitalisat), 1899 (2. amerikanische nach der 7. deutschen Ausgabe) (Digitalisat)
    - Russische Übersetzung : Osnovy kliničeskoi diagnostiki G. Klemperera. S.-Peterburg : K.L. Rikker 1891  (Digitalisat)
- Über den Stoffwechsel und das Coma der Krebskranken. Mit Bemerkungen über das Coma diabeticum. Berliner klinische Wochenschrift, 1889, No 40 (Digitalisat)
- Justus von Liebig und die Medicin. Vortrag gehalten am 22. September 1899. Verlag August Hirschwald, Berlin 1900.
- Lehrbuch der Inneren Medizin für Ärzte und Studierende. Band I. August Hirschwald, Berlin 1905 (Digitalisat)
- Der jetzige Stand der Krebsforschung. August Hirschwald, Berlin 1912 (Digitalisat)
- Grundriss der klinischen Therapie innerer Krankheiten. Urban & Schwarzenberg, Berlin 1922
  - 1. Aufl. 1922 [georg-klemperer.-grundriss-der-klinischen-therapie-innerer-krankheiten.-1.-aufl. (Digitalisat)]
  - 2. Aufl. 1924 [georg-klemperer.-grundriss-der-klinischen-therapie-innerer-krankheiten.-2.-aufl. (Digitalisat)]
- als Hrsg. mit Felix Klemperer: Neue Deutsche Klinik, Handwörterbuch. 10 Bände. Urban und Schwarzenberg, Berlin/Wien 1928–1935.
- mit Eugen Rost: Handbuch der allgemeinen und speziellen Arzneiverordnungslehre für Ärzte. Springer, 1929.
- 50 Jahre Kongreß für Innere Medizin, 1882–1932. München 1932.